# Schuppenlose Drachenfische
Die Schuppenlosen Drachenfische (Melanostomiinae) sind eine Unterfamilie der Maulstachler-Familie Stomiidae. 

## Merkmale
Die Tiefseefische sind schlank und ohne Schuppen. Sie haben einen kleinen Kopf. Am Kinn befindet sich bei den meisten Arten eine Bartel. Die Geschlechter können unterschiedlich aussehen. Rücken- und Afterflosse befinden sich weit hinten, kurz vor der Schwanzflosse. Die Fische werden 8 bis 36 Zentimeter lang.

## Systematik
Nach aktuellen phylogenetischen Untersuchungen ist die Abgrenzung der Schuppenlosen Drachenfische von der „benachbarten“ Unterfamilie Malacosteinae so nicht korrekt. Hier jedoch die traditionell zu den Schuppenlosen Drachenfischen gerechneten 15 Gattungen mit fast 200 Arten, von denen mehr als die Hälfte zur Gattung Eustomias gehören:
- Bathophilus

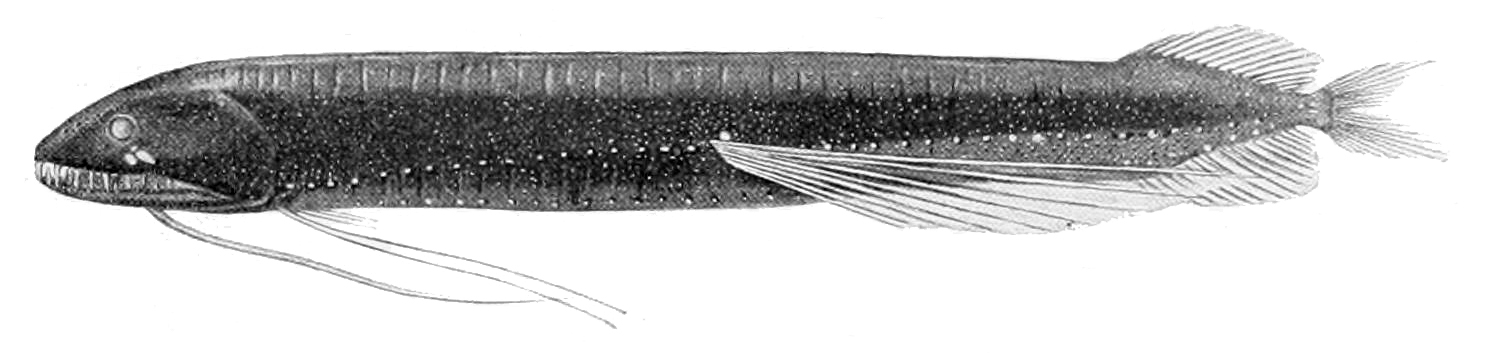
Bathophilus ater

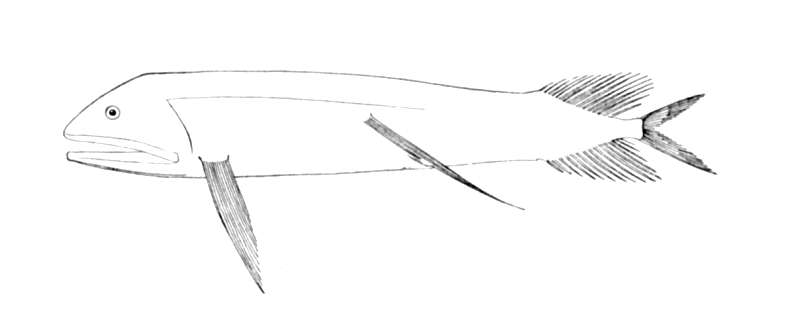
Bathophilus nigerrimus

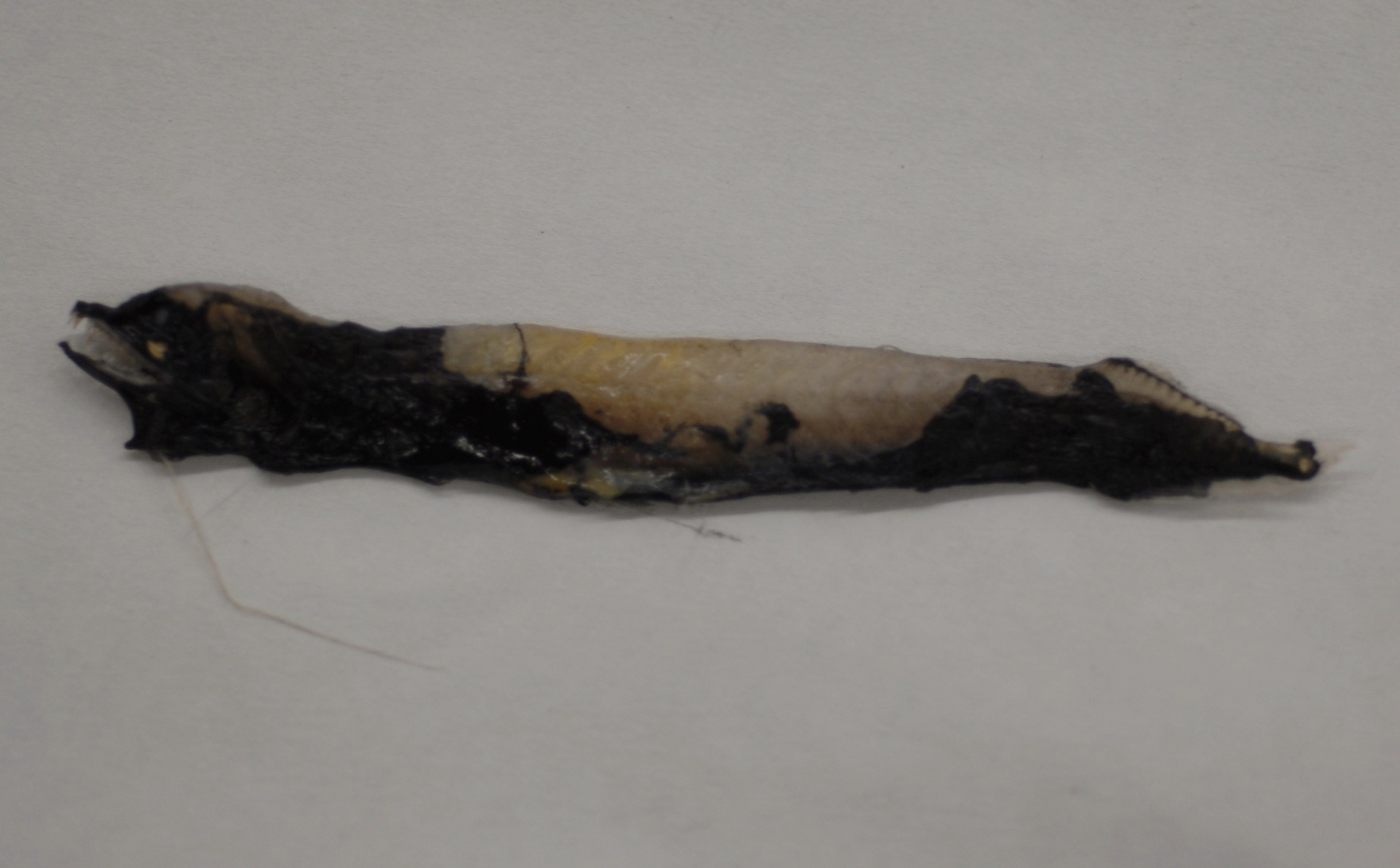
Bathophilus pawneei

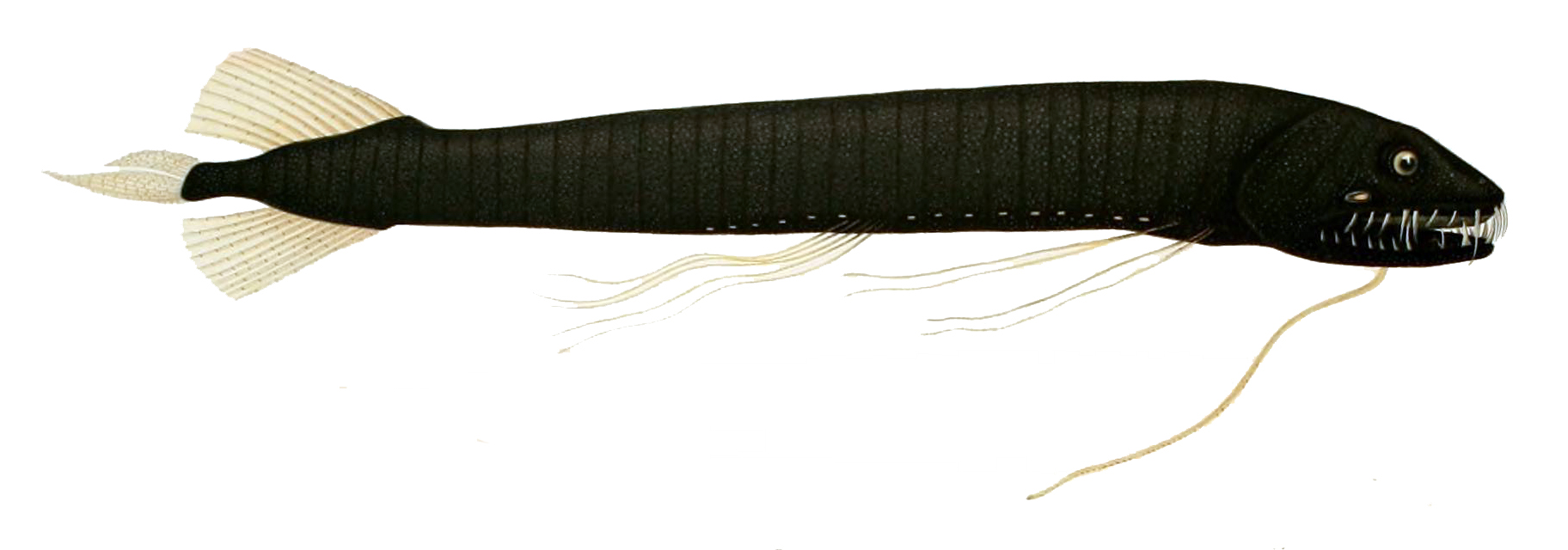
Bathophilus vaillanti

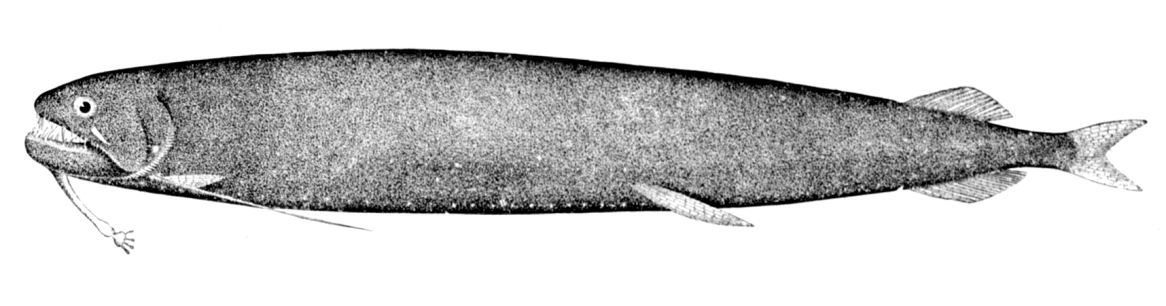
Echiostoma barbatum

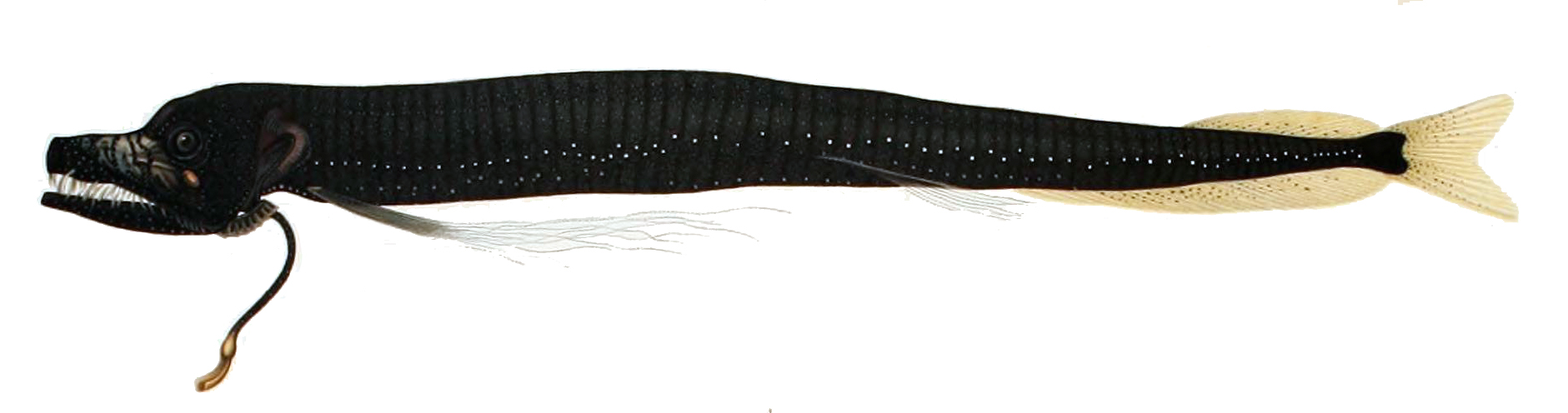
Eustomias braueri

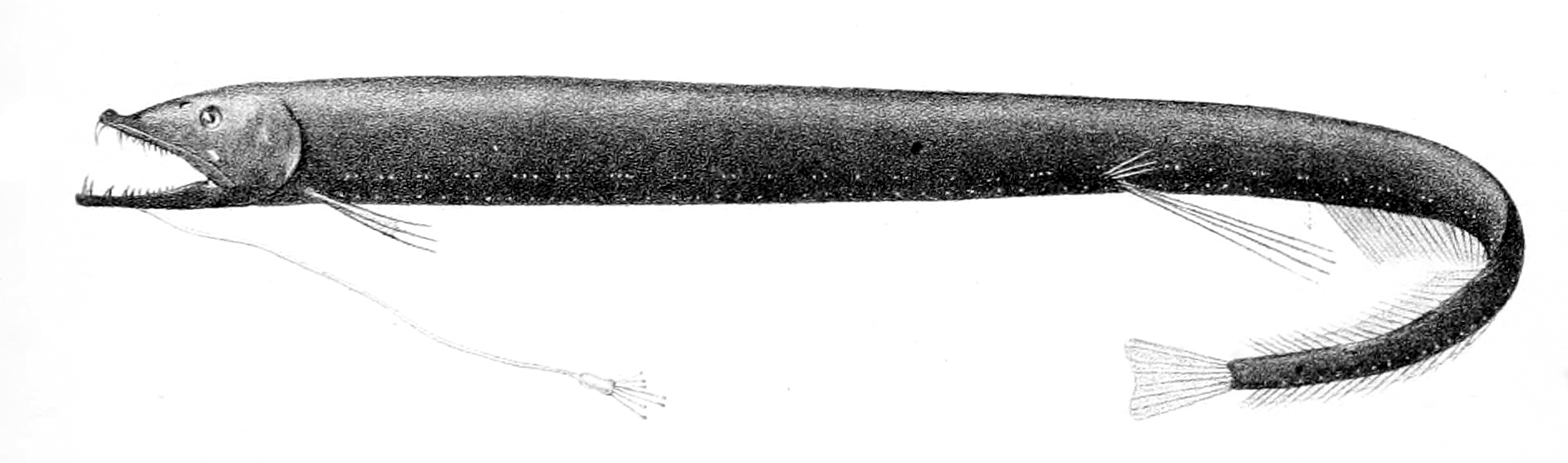
Eustomias obscurus

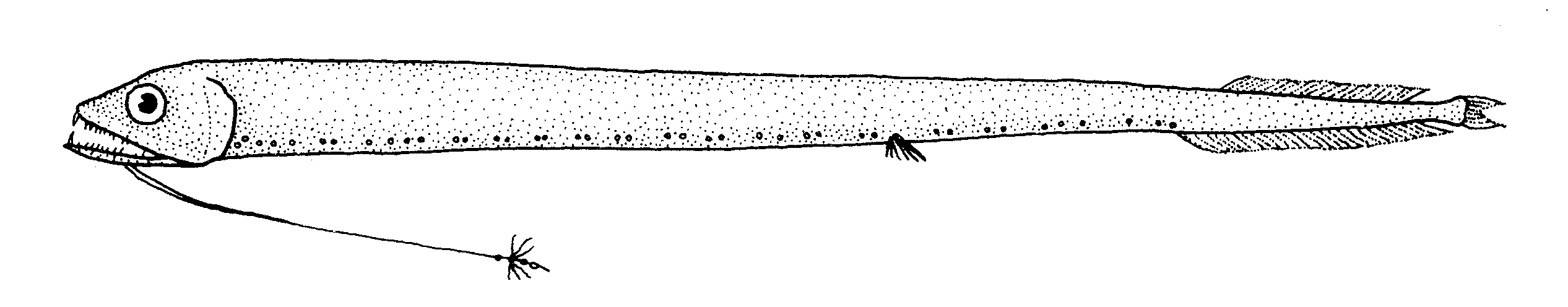
Eustomias trewavasae

  - Bathophilus abarbatus Barnett & Gibbs, 1968.
  - Bathophilus altipinnis Beebe, 1933.
  - Bathophilus ater (Brauer, 1902).
  - Bathophilus brevis Regan & Trewavas, 1930.
  - Bathophilus digitatus (Welsh, 1923).
  - Bathophilus filifer (Regan & Trewavas, 1929).
  - Bathophilus flemingi Aron & McCrery, 1958.
  - Bathophilus indicus (Brauer, 1902).
  - Bathophilus irregularis Norman, 1930.
  - Bathophilus kingi Barnett & Gibbs, 1968.
  - Bathophilus longipinnis (Pappenheim, 1914).
  - Bathophilus nigerrimus Giglioli, 1882.
  - Bathophilus pawneei Parr, 1927.
  - Bathophilus proximus Regan & Trewavas, 1930.
  - Bathophilus schizochirus Regan & Trewavas, 1930.
  - Bathophilus vaillanti (Zugmayer, 1911).
- Chirostomias
  - Chirostomias pliopterus Regan & Trewavas, 1930.
- Echiostoma
  - Echiostoma barbatum Lowe, 1843.
- Eustomias
  - Eustomias achirus Parin & Pokhil'skaya, 1974.
  - Eustomias acinosus Regan & Trewavas, 1930.
  - Eustomias aequatorialis Clarke, 1998.
  - Eustomias albibulbus Clarke, 2001.
  - Eustomias appositus Gibbs, Clarke & Gomon, 1983.
  - Eustomias arborifer Parr, 1927.
  - Eustomias australensis Gibbs, Clarke & Gomon, 1983.
  - Eustomias austratlanticus Gibbs, Clarke & Gomon, 1983.
  - Eustomias bertelseni Gibbs, Clarke & Gomon, 1983.
  - Eustomias bibulboides Gibbs, Clarke & Gomon, 1983.
  - Eustomias bibulbosus Parr, 1927.
  - Eustomias bifilis (Regan & Trewavas, 1929).
  - Eustomias bigelowi Welsh, 1923.
  - Eustomias bimargaritatus Regan & Trewavas, 1930.
  - Eustomias bimargaritoides Gibbs, Clarke & Gomon, 1983.
  - Eustomias binghami Parr, 1927.
  - Eustomias bituberatus Regan & Trewavas, 1930.
  - Eustomias bituberoides Gibbs, Clarke & Gomon, 1983.
  - Eustomias borealis Clarke, 2000.
  - Eustomias braueri (Regan, 1908).
  - Eustomias brevibarbatus Parr, 1927.
  - Eustomias bulbiramis Clarke, 2001.
  - Eustomias bulbornatus Gibbs, 1960.
  - Eustomias cancriensis Gibbs, Clarke & Gomon, 1983.
  - Eustomias cirritus Gibbs, Clarke & Gomon, 1983.
  - Eustomias contiguus Gomon & Gibbs, 1985.
  - Eustomias crossotus Gibbs, Clarke & Gomon, 1983.
  - Eustomias crucis Gibbs & Craddock, 1973.
  - Eustomias cryptobulbus Clarke, 2001.
  - Eustomias curtatus Gibbs, Clarke & Gomon, 1983.
  - Eustomias curtifilis Clarke, 2000.
  - Eustomias danae (Regan & Trewavas, 1929).
  - Eustomias decoratus (Parin & Borodulina, 2002).
  - Eustomias dendriticus Regan & Trewavas, 1930.
  - Eustomias deofamiliaris Gibbs, Clarke & Gomon, 1983.
  - Eustomias digitatus (Welsh, 1923).
  - Eustomias dinema Clarke, 1999.
  - Eustomias diplomastiga Prokofiev, 2018.
  - Eustomias dispar Gomon & Gibbs, 1985.
  - Eustomias dubius Parr, 1927.
  - Eustomias elongatus Clarke, 2001.
  - Eustomias enbarbatus Welsh, 1923.
  - Eustomias filifer (Regan & Trewavas, 1929).
  - Eustomias fissibarbis (Pappenheim, 1914).
  - Eustomias flagellifer Clarke, 2001.
  - Eustomias furcifer Regan & Trewavas, 1930.
  - Eustomias gibbsi (Borodulina, 1992).
  - Eustomias grandibulbus Gibbs, Clarke & Gomon, 1983.
  - Eustomias hulleyi Gomon & Gibbs, 1985.
  - Eustomias hypopsilus Gomon & Gibbs, 1985.
  - Eustomias ignotus Gomon & Gibbs, 1985.
  - Eustomias inconstans Gibbs, Clarke & Gomon, 1983.
  - Eustomias insularum Clarke, 1998.
  - Eustomias intermedius Clarke, 1998.
  - Eustomias interruptus Clarke, 1999.
  - Eustomias ioani Parin & Pokhil'skaya, 1974.
  - Eustomias jimcraddocki Sutton & Hartel, 2004.
  - Eustomias kikimora Prokofiev, 2015.
  - Eustomias kreffti (Gibbs & McKinney, 1988).
  - Eustomias kukuevi Prokofiev, 2018.
  - Eustomias lanceolatus Clarke, 1999.
  - Eustomias leptobolus Regan & Trewavas, 1930.
  - Eustomias lipochirus Regan & Trewavas, 1930.
  - Eustomias longibarba Parr, 1927.
  - Eustomias longiramis Clarke, 2001.
  - Eustomias macronema Regan & Trewavas, 1930.
  - Eustomias macrophthalmus (Regan & Trewavas, 1929).
  - Eustomias macrurus Regan & Trewavas, 1930.
  - Eustomias magnificus Clarke, 2001.
  - Eustomias mavka Prokofiev, 2018.
  - Eustomias medusa Gibbs, Clarke & Gomon, 1983.
  - Eustomias melanonema Regan & Trewavas, 1930.
  - Eustomias melanostigma Regan & Trewavas, 1930.
  - Eustomias melanostigmoides Gibbs, Clarke & Gomon, 1983.
  - Eustomias mesostenus Gibbs, Clarke & Gomon, 1983.
  - Eustomias metamelas Gomon & Gibbs, 1985.
  - Eustomias micraster Parr, 1927.
  - Eustomias micropterygius Parr, 1927.
  - Eustomias minimus (Parin & Novikova, 1974).
  - Eustomias monoclonoides Clarke, 1999.
  - Eustomias monoclonus Regan & Trewavas, 1930.
  - Eustomias monodactylus Regan & Trewavas, 1930.
  - Eustomias multifilis Parin & Pokhil'skaya, 1978.
  - Eustomias obscurus Vaillant, 1884.
  - Eustomias orientalis Gibbs, Clarke & Gomon, 1983.
  - Eustomias pacificus (Imai, 1941).
  - Eustomias parini Clarke, 2001.
  - Eustomias parri Regan & Trewavas, 1930.
  - Eustomias patulus Regan & Trewavas, 1930.
  - Eustomias paucifilis Parr, 1927.
  - Eustomias paxtoni Clarke, 2001.
  - Eustomias perplexus Gibbs, Clarke & Gomon, 1983.
  - Eustomias pinnatus Clarke, 1999.
  - Eustomias polyaster Parr, 1927.
  - Eustomias posti Gibbs, Clarke & Gomon, 1983.
  - Eustomias precarius Gomon & Gibbs, 1985.
  - Eustomias problematicus Clarke, 2001.
  - Eustomias pyrifer Regan & Trewavas, 1930.
  - Eustomias quadrifilis Gomon & Gibbs, 1985.
  - Eustomias radicifilis Borodin, 1930.
  - Eustomias satterleei Beebe, 1933.
  - Eustomias schiffi Beebe, 1932.
  - Eustomias schmidti (Regan & Trewavas, 1929).
  - Eustomias silvescens Regan & Trewavas, 1930.
  - Eustomias similis (Parr, 1927).
  - Eustomias simplex (Parr, 1927).
  - Eustomias spherulifer Gibbs, Clarke & Gomon, 1983.
  - Eustomias suluensis Gibbs, Clarke & Gomon, 1983.
  - Eustomias tenisoni Regan & Trewavas, 1930.
  - Eustomias tetranema Zugmayer, 1913.
  - Eustomias teuthidopsis Gibbs, Clarke & Gomon, 1983.
  - Eustomias tomentosis Clarke, 1998.
  - Eustomias trewavasae Norman, 1930.
  - Eustomias triramis Regan & Trewavas, 1930.
  - Eustomias uniramis Clarke, 1999.
  - Eustomias variabilis Regan & Trewavas, 1930.
  - Eustomias vitiazi Parin & Pokhil'skaya, 1974.
  - Eustomias vulgaris Clarke, 2001.
  - Eustomias woollardi Clarke, 1998.
  - Eustomias xenobolus Regan & Trewavas, 1930.
  - Eustomias zygolampas Prokofiev, 2019.
- Flagellostomias
  - Flagellostomias boureei (Zugmayer, 1913).
- GrammatostomiasGrammatostomias dentatus

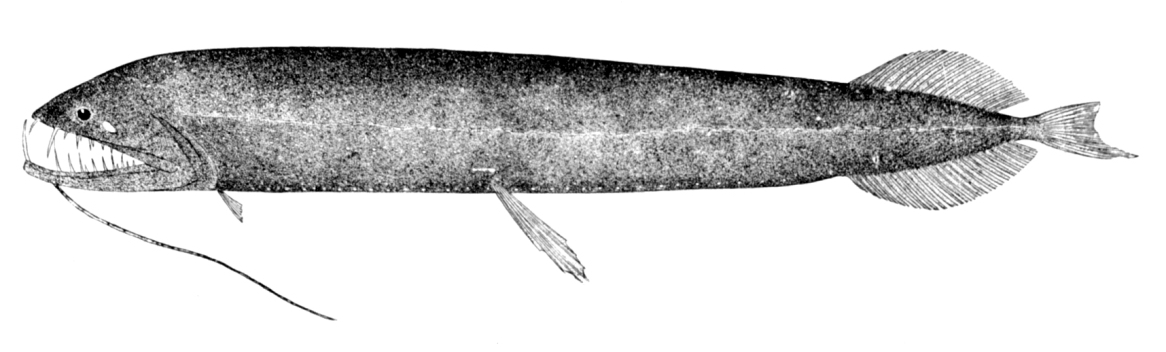
Grammatostomias dentatus

  - Grammatostomias circularis Morrow, 1959.
  - Grammatostomias dentatus (Garman, 1899).
  - Grammatostomias flagellibarba Holt & Byrne, 1910.
  - Grammatostomias ovatus Prokofiev, 2014.
- LeptostomiasLeptostomias gladiator

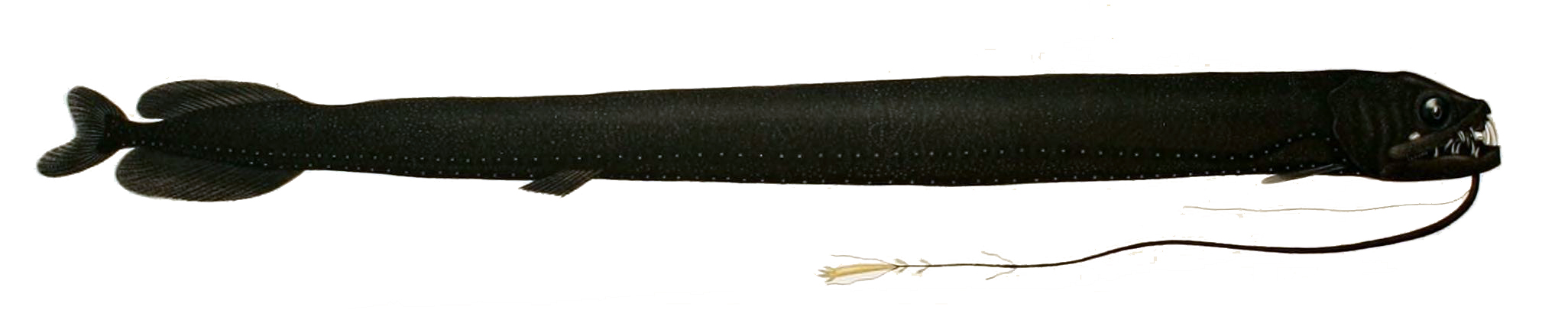
Leptostomias gladiator

  - Leptostomias analis Regan & Trewavas, 1930.
  - Leptostomias bermudensis Beebe, 1932.
  - Leptostomias bilobatus (Parin & Borodulina, 1996).
  - Leptostomias gladiator (Zugmayer, 1911).
  - Leptostomias gracilis Regan & Trewavas, 1930.
  - Leptostomias haplocaulus Regan & Trewavas, 1930.
  - Leptostomias leptobolus (Regan & Trewavas, 1930).
  - Leptostomias longibarba (Parr, 1927).
  - Leptostomias macronema (Regan & Trewavas, 1930).
  - Leptostomias macropogon (Goodyear & Gibbs, 1970).
  - Leptostomias multifilis (Parin & Pokhil'skaya, 1978).
  - Leptostomias robustus Imai, 1941.
- MelanostomiasMelanostomias melanops

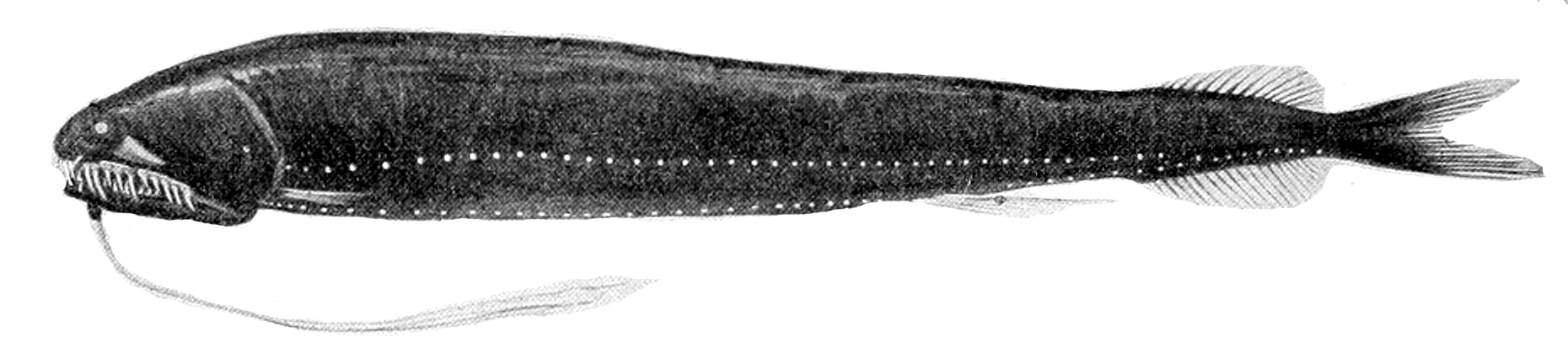
Melanostomias melanops

  - Melanostomias bartonbeani Parr, 1927.
  - Melanostomias biseriatus Regan & Trewavas, 1930.
  - Melanostomias globulifer Fowler, 1934.
  - Melanostomias macrophotus Regan & Trewavas, 1930.
  - Melanostomias margaritifer Regan & Trewavas, 1930.
  - Melanostomias melanopogon Regan & Trewavas, 1930.
  - Melanostomias melanops Brauer, 1902.
  - Melanostomias niger (Richardson, 1845).
  - Melanostomias nigroaxialis Parin & Pokhil'skaya, 1978.
  - Melanostomias paucilaternatus Parin & Pokhil'skaya, 1978.
  - Melanostomias pauciradius Matsubara, 1938.
  - Melanostomias pollicifer Parin & Pokhil'skaya, 1978.
  - Melanostomias stewarti Fowler, 1934.
  - Melanostomias tentaculatus (Regan & Trewavas, 1930).
  - Melanostomias valdiviae Brauer, 1902.
  - Melanostomias vierecki Fowler, 1934.
- Odontostomias
  - Odontostomias masticopogon Norman, 1930.
  - Odontostomias micropogon (Goodyear & Gibbs, 1970).
- OpostomiasOpostomias micripnus

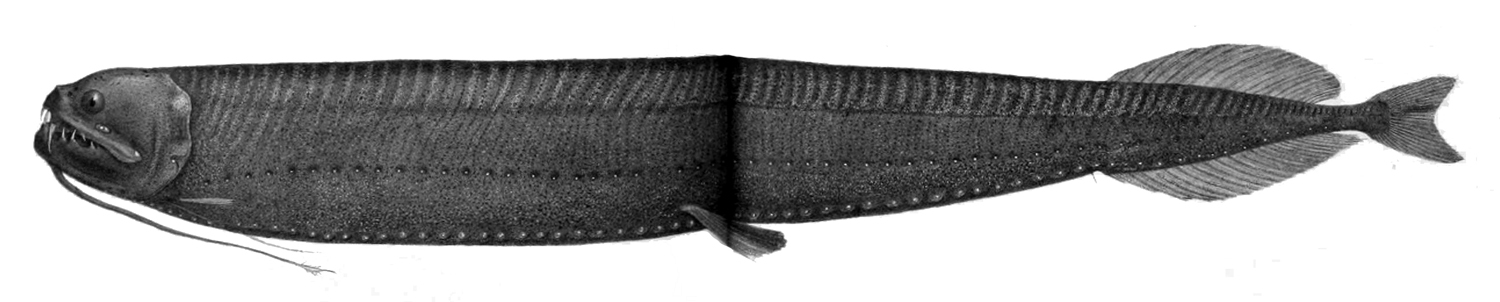
Opostomias micripnus

  - Opostomias micripnus (Günther, 1878).
  - Opostomias mitsuii Imai, 1941.
- PachystomiasPachystomias microdon

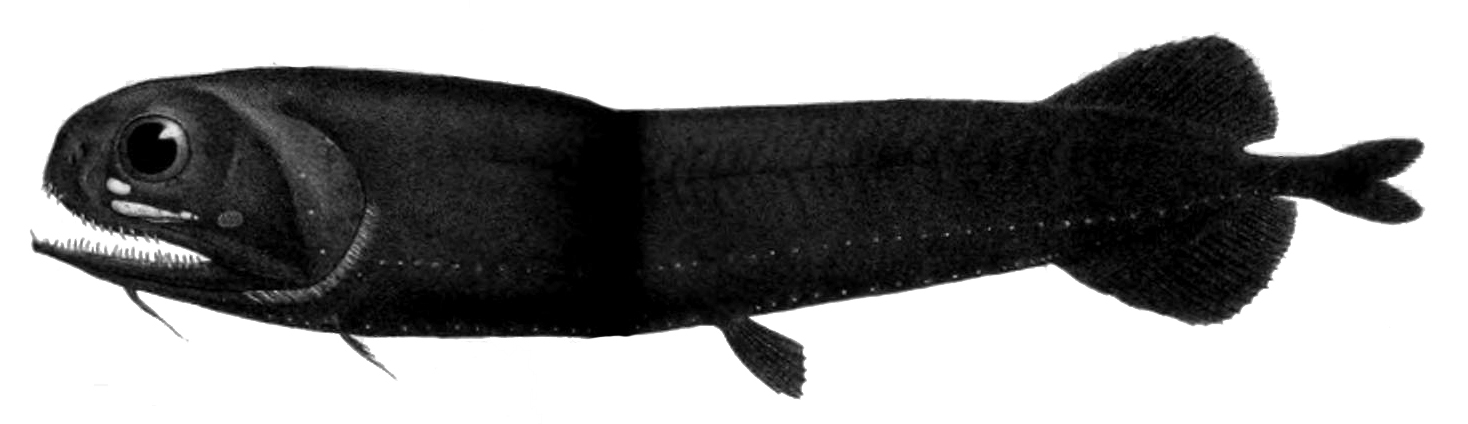
Pachystomias microdon

  - Pachystomias microdon (Günther, 1878).
- PhotonectesPhotonectes gracilisPhotonectes margarita

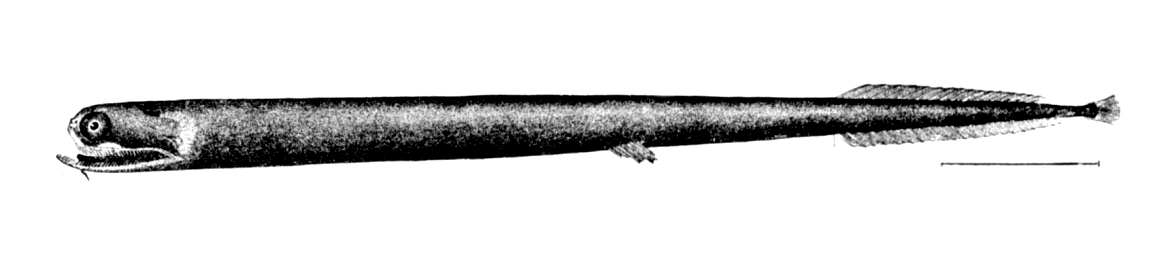
Photonectes gracilis

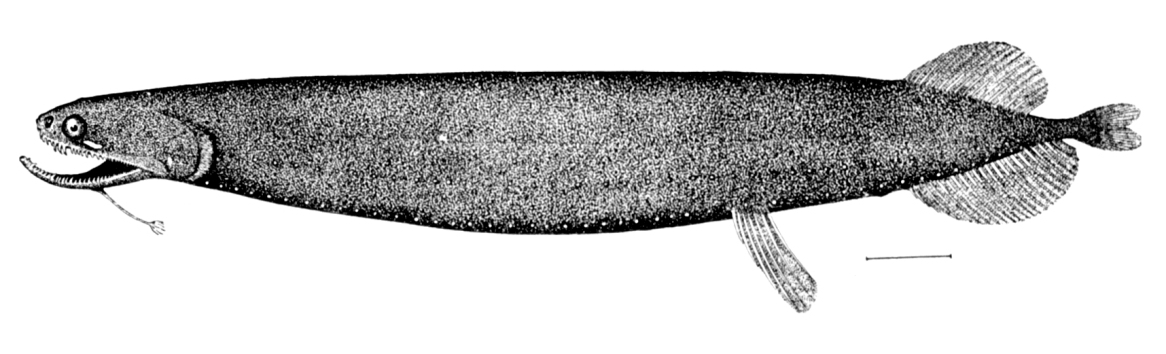
Photonectes margarita

  - Photonectes achirus Regan & Trewavas, 1930.
  - Photonectes albipennis (Döderlein, 1882).
  - Photonectes banshee Koeda & Ho, 2019.
  - Photonectes barnetti Klepadlo, 2011.
  - Photonectes braueri (Zugmayer, 1913).
  - Photonectes caerulescens Regan & Trewavas, 1930.
  - Photonectes coffea Klepadlo, 2011.
  - Photonectes cyanogrammicus Prokofiev & Klepado, 2019.
  - Photonectes dinema Regan & Trewavas, 1930.
  - Photonectes distichodon Prokofiev, 2019.
  - Photonectes filipendulus Prokofiev, 2019.
  - Photonectes gorodinskii Prokofiev, 2015.
  - Photonectes gracilis Goode & T. H. Bean, 1896.
  - Photonectes leucospilus Regan & Trewavas, 1930.
  - Photonectes litvinovi Prokofiev, 2014.
  - Photonectes margarita (Goode & Bean, 1896).
  - Photonectes mirabilis Parr, 1927.
  - Photonectes munificus Gibbs, 1968.
  - Photonectes parvimanus Regan & Trewavas, 1930.
  - Photonectes parvimanus Regan & Trewavas, 1930.
  - Photonectes paxtoni Flynn & Klepadlo, 2012.
  - Photonectes phyllopogon Regan & Trewavas, 1930.
  - Photonectes sphaerolampas Prokofiev & Klepado, 2019.
  - Photonectes uncinatus Prokofiev, 2015.
  - Photonectes venetaenia Prokofiev, 2016.
  - Photonectes waitti Flynn & Klepadlo, 2012.
  - Photonectes xenopogon Prokofiev, 2019.
- Tactostoma
  - Tactostoma macropus Bolin, 1939.
- Thysanactis
  - Thysanactis dentex Regan & Trewavas, 1930.
- Trigonolampa
  - Trigonolampa miriceps Regan & Trewavas, 1930.